# Тежко престъпление
Тежко престъпление по смисъла на действащия български Наказателен кодекс (приет 1968 година) според чл. 93 ал.7, е това, за което по него е предвидено наказание лишаване от свобода повече от пет години, доживотен затвор или доживотен затвор без замяна.